# Хан Микола Олексійович
Микола Олексійович Хан (10 вересня 1924, м. Нікольськ-Уссурійський, Приморський край, РРФСР— 21 березня 1981, Київ, УРСР) — український маляр, пейзажист корейського походження. Заслужений художник УРСР (1974), посмертний лауреат Державної премії УРСР в галузі науки і техніки (1983).

## Життєпис

Викладач по малюнку Костянтин Єлева (сидить у центрі) зі студентами Київського художнього інституту. Микола Хан стоїть посередині.

Народився 10 вересня 1924 в місті Никольськ-Уссурійський, Приморський край, РРФСР, в сім'ї вчителя початкової школи.
У 1945 році закінчив театрально-художнє училище ім. Н. В. Гоголя в Алма-Аті, де навчався в українського художника Абрама Черкаського.
У 1949 році картини Миколи Хана «Останні хвилини» і «Ранок на Дніпрі» дебютували на десятій Українській художній виставці, відкритій в Києві, в Державному музеї українського мистецтва та Державному музеї російського мистецтва.
У 1952 році закінчив Київський художній інститут, де навчався у Олексія Шовкуненка.

Могила Миколи Хана на Байковому кладовищі

Працював у галузі станкового та монументально-декоративного живопису. Автор тематичних картин, майстер пейзажів і натюрмортів. Член Спілки художників СРСР та КПРС.
Помер на 57-му році життя 21 березня 1981 року в Києві. Похований на Байковому кладовищі (ділянка № 33, 50°25′3.05″ пн. ш. 30°30′4.93″ сх. д. / 50.4175139° пн. ш. 30.5013694° сх. д.).

## Головні твори
Роботи зберігаються в Національному художньому музеї України, Меморіальному комплексі «Національний музей історії Великої Вітчизняної війни 1941—1945 років», Національному музеї історії України, Донецькому художньому музеї, Миколаївському художньому музеї, в приватних колекціях Європи та США.
- «Азовські рибалки» (1954—1955)
- «Ладнають парус» (1957)
- «Перед бурею» (1959)
- «Повінь» (1960)
- «З останнього підпілля» (1963)
- діорами «Саванна Африки», «Північне море» (1966, Музей Інституту зоології АН УРСР, зараз Національний науково-природничий музей НАН України)
- панорама «Первісне суспільство і сучасність» (1969, в павільйоні «Наука» С.-Г. виставки УРСР)
- «Збулося» (1970)
- діорама «Спалене село» (1974)
- «Повстання робітників київського заводу „Арсенал“ у січні 1918 року»

## Нагороди
- Звання «Заслужений художник УРСР» (1974).
- Почесна Грамота Президії Верховної Ради УРСР (1983, посмертно)
- Державна премія УРСР в галузі науки і техніки (1983, посмертно) — «за створення Музею медицини Української РСР, відновлення Музею-садиби М. І. Пирогова, використання їх для широкої пропаганди досягнень вітчизняної медичної наук і практики охорони здоров'я»[2][1]